# Martín Crossa
Nelson Martín Crossa, född 2 februari 1977 i Buenos Aires, Argentina, är en uruguayansk före detta fotbollsspelare. Han spelade i IFK Göteborg 2003, men har även spelat i Chile, Belgien, Argentina och Guatemala. Sin enda titel i karriären vann han med CSD Municipal, då de vann guatemalanska ligan 2009.